# Lof der zotheid

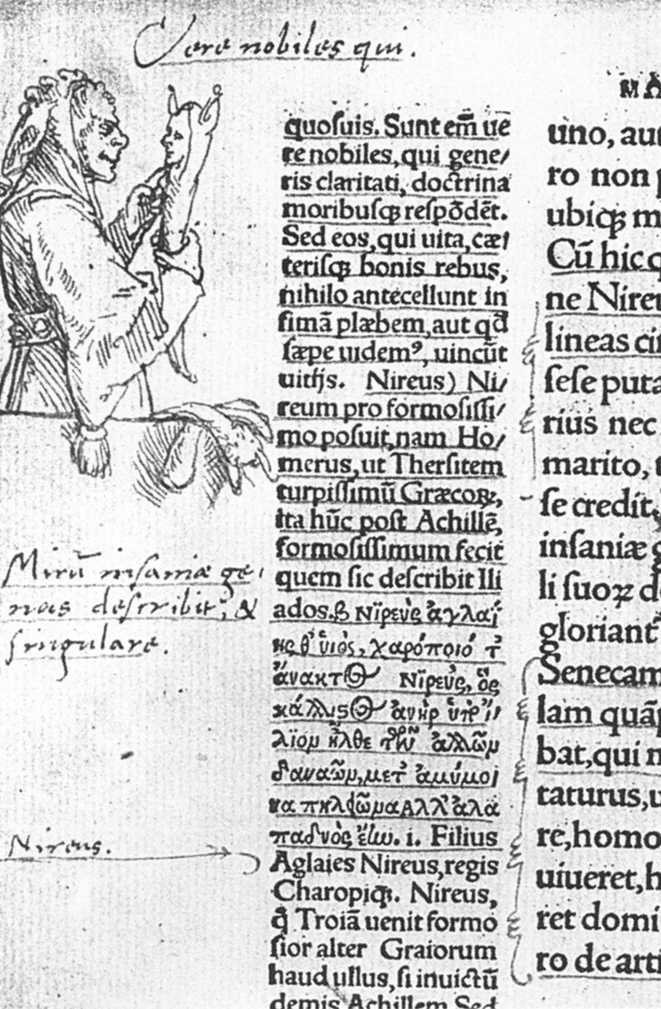
Hans Holbein de Jonge: tekening in de marge van een vroege druk (Bazel 1515) van Erasmus' Lof der Zotheid

Lof der Zotheid (Latijn: Laus stultitiae, Oudgrieks: Morias enkomion) is een satirisch werk van de in Rotterdam geboren humanist Desiderius Erasmus uit 1509. In het boek houdt de godin Zotheid een lofrede op zichzelf en prijst haar algemene weldaden. Dankzij haar worden de zotten vrolijk en gelukkig; de wijzen zijn somber en ongelukkig. Tevens had Erasmus de zotskap aangetrokken om kritiek te spuien op een aantal milieus die hij goed kende: theologen, geestelijken, vorsten en de Rooms-Katholieke Kerk. Hij verdedigde de vrome christelijke levenswijze die een zekere verwantschap vertoonde met de zotheid. Later grepen de protestanten terug naar de argumenten van Erasmus om de Reformatie te rechtvaardigen.

## Achtergrond
Erasmus trad in 1487 tegen zijn zin toe tot de augustijnen. In 1492 werd hij tot priester gewijd zonder het ooit te praktiseren. In 1493 kon hij uit het klooster ontsnappen om theologie te studeren in Parijs. In 1499 reisde hij voor het eerst naar Engeland. Hij maakte kennis met de Engelse humanist Thomas More die een hechte vriend werd. Vanaf dan leidde Erasmus een reizend bestaan. In 1516 werd Erasmus tot raadsman van keizer Karel V benoemd. Hij correspondeerde kort met Maarten Luther en hoopte tevergeefs dat een breuk met de Katholieke Kerk vermeden kon worden. 
In 1509 reisde Erasmus van Italië naar Engeland om zijn vriend Thomas More te bezoeken. Tijdens de lange tocht kwam bij hem het idee van een Lof der Zotheid op. In Londen logeerde Erasmus bij More en werkte zijn idee nader uit. Later verklaarde Erasmus dat More hem overgehaald had om het boek te schrijven. Het werk was opgesteld in het Latijn. Erasmus was niet van plan om het te publiceren, maar toen zijn vrienden het zonder zijn toestemming in 1511 toch hadden laten drukken, zag hij toe op de volgende edities. De meest kritische hoofdstukken zouden in latere drukken tussen 1514 en 1532 aanzienlijk aangepast en aangevuld worden. Een uitgave werd voorzien van tekeningen door Hans Holbein de Jonge.
In een inleidende brief droeg Erasmus het werk op aan Thomas More. Zijn Latijnse naam Morus wekte associaties op met het Griekse moria (zotheid). Het boek was bedoeld als een slim spelletje met geestige grapjes zonder iemand bij naam te noemen. Erasmus was niet zozeer kwaad op één mens als wel op alle ondeugden die er waren. Hij had zijn pen nog ingehouden en wilde juist meer het lachwekkende dan het vuile opsommen.

## Zotheid versus Wijsheid

### De godin Zotheid spreekt
De godin Zotheid was een kind van de onderwereldgod Plutus en de jeugdige nimf Neotes. Ze werd geholpen door negen dienaressen: Eigenliefde, Vleierij, Vergeetachtigheid, Werkschuwheid, Genot, Dwaasheid, Weelderigheid, Drinkgelag en Vaste Slaap. Over het algemeen spraken de mensen slecht over haar, maar nu zou ze eens een lofrede houden op zichzelf. Dat vond ze niet meer dan terecht. Het was bescheidener dan aristocraten die iemand inhuren om hun eigen lof te horen. Ze wilde niet te koop lopen met haar talent zoals redenaars die dertig jaar aan een redevoering werkten, zegden dat ze het in drie dagen uit de losse pols geschreven hebben en vaak nog de tekst van een ander uitspraken. Ze wilde wel de moderne redenaars imiteren door hier en daar een paar Griekse en oude woorden te gebruiken.
De Zotheid bracht vrolijkheid en geluk. Het leven was zo’n ellende dat de mens zich er beter niet bewust van kon zijn. Op dat moment kwam de Zotheid te hulp met een aangename dwaling van het verstand. Zotheid steunde op onwetendheid, onnadenkendheid, vergetelheid, genot, vreugde, hoop, verbeelding, fabels, meningen, vergissingen en bedrog. De zotten volgden hun natuurlijke instincten, werden geleid door hun hartstochten en dachten er niet bij na. Ze waren daar tevreden en gelukkig mee, want zotheid lag in hun aard. De Zotheid nam afstand van de Furiën, de wraakgodinnen uit de onderwereld. Zij droegen de verantwoordelijkheid voor oorlogszucht, goudkoorts, onterende en misdadige liefde, vadermoord, incest, heiligschennis of een andere soort pest. De Zotheid had het ook niet begrepen op jagen, alchemie en dobbelen. De Zotheid kwam je overal tegen. Haar goddelijkheid werd vereerd door iedereen. Het grootste deel van de mensen was zot op vele manieren. Het hele menselijke leven was niets anders dan een spel van de zotheid. Hoe dwazer iets was, hoe meer de mensen het bewonderden. “Ik, de Zotheid, ben de enige die allen even liefdevol omarm met mijn milde gaven.”

### Ongelukkige wijzen
Het leven van de wijzen stond in het teken van Pallas Athena, de godin van de wijsheid en de tegenpool van de Zotheid. De wijzen werden geleid door de rede en hielden zich bezig met wetenschappen zoals grammatica, retorica, logica, wetten, natuurkunde en sterrenkunde. Moeder natuur had echter in het hoofd een heel klein plaatsje aan de rede gegeven en het lichaam overgelaten aan allerlei emoties. De wijzen lieten zich in met zware en moeilijke studies die buiten het vermogen van de menselijke natuur lagen. Bovendien vermocht de rede niets tegen twee gewelddadige hartstochten, de toorn en de seksuele begeerte. De wijzen leidden een eenzaam en ongelukkig leven. De weinige wijzen die er waren, stonden zo ver af van de gangbare opvattingen en volkse gebruiken dat niemand naar hen luisterde. Ze mochten in hun eentje van hun wijsheid genieten. Het volk meed en verafschuwde hen. Een zot viel veel meer in de smaak bij zijn gelijken. De levensgeest van de wijzen raakte uitgeput door zorgen. Het waren sombere en zwartgallige mensen. Ze kwelden zich, haatten zichzelf en brachten droefenis. 

## Weldaden van de Zotheid
De Zotheid beroemde zich op haar weldaden. Als je kinderen wilde verwekken, moest je haar erbij halen. Ze verschafte plezier aan de kleintjes en bracht de ouderen terug naar hun kindertijd. De Zotheid prees de buitengewone zotheid van de vrouwelijke sekse. De vrouw was weliswaar een zot en dwaas wezen, maar juist daardoor zo bekoorlijk voor de mannen. Tijdens feesten waren er grappen en grollen. De Zotheid rekende het tot haar voornaamste verdienste dat dankzij haar elke menselijke relatie stand hield en de maatschappij bij elkaar gehouden werd. De mensen vergisten zich in elkaar, knepen een oogje dicht voor elkaars fouten, sommige gebreken werden zelfs bemind en bewonderd, ze vleiden mekaar, dat lag heel dicht bij de zotheid. Wat gold voor vriendschap, gold nog meer voor het huwelijk. Hoeveel echtscheidingen zouden er niet zijn, als er geen vleierij, scherts, toegeeflijkheid, vergissing en ironie was? Als je de Zotheid erbuiten liet, zou niemand een ander kunnen verdragen. Iedereen zou zichzelf haten en iemand die zichzelf haatte, zou nooit een ander kunnen liefhebben. Daarom waren Eigenliefde en Vleierij zo belangrijk voor het menselijk geluk. Door hen begonnen de mensen meer van zichzelf te houden en was iedereen tevreden met wie hij was. Ook wie dom, lelijk en ongetalenteerd was. En hoe stond het met de wijzen? Ze waren ongelukkig in het voortbrengen van een nageslacht, bedierven de pret tijdens feesten en waren te kritisch om vrienden te hebben.
De Zotheid palmde ook domeinen in waar de wijzen graag aanspraak op maakten: oorlog, politiek, verstand en deugd. In de oorlog bracht zij dappere helden en grote daden voort. Met verhaaltjes en verzinsels zorgde ze voor eendracht in de zotte menigte. De leiders van de staat streken het volk onder de kin, kochten zijn gunst, joegen applaus na, werden in triomf rondgedragen, namen titels en predicaten aan en kregen goddelijke eer toegewezen. De Zotheid achtte zich verstandiger dan de wijzen, want alle verstand berustte op praktijkervaring. Een zot liet zich niet tegenhouden door schaamte en vrees, sloeg de handen aan de ploeg en probeerde het uit. De Zotheid lag ook aan de basis van de deugden, want het waren de hartstochten die de mensen aanspoorden tot goede daden. In al deze zaken waren de wijzen totaal onbruikbaar. In de oorlog vluchtten ze weg en voor een publiek durfden ze hun mond niet open doen. Welke staat had ooit de wetten van Socrates, Plato en Aristoteles aangenomen? Een wijze leerde spitsvondigheden, maar was heel onverstandig in gewone dingen. Hij schaamde zich, had schrik en ondernam niets. In morele kwesties lieten de stoïcijnen geen enkele menselijke emotie toe. Ze werden niet bewogen door liefde of medelijden.

## Toneelstuk van het leven
In het midden van het boek formuleerde de Zotheid een tussenconclusie. Het leven was een toneelstuk waarin mensen zich met maskers op vertoonden en hun rol speelden totdat de regisseur hen van het toneel afhaalde. Vaak gaf hij dezelfde persoon opdracht in verschillende rollen op te treden, zodat wie kort tevoren nog een koning speelde, nu een slaafje voorstelde. Dit alles was maar schijn, maar dit toneelstuk werd nu eenmaal niet anders gespeeld. Stel dat er plotseling een wijze man uit de hemel zou vallen om de waarheid te vertellen. Iedereen zou denken dat hij knettergek was. Wanneer je de illusie wegnam, verstoorde je het hele stuk. Maar juist de valse schijn boeide de toeschouwers. Het was verkeerd om je niet aan de omstandigheden aan te passen. Het was verstandig om niets buiten je eigen rol te willen weten en samen met alle mensen je ogen te sluiten of mee te dwalen. Zo werd het toneelstuk van het leven opgevoerd. 

## Zalige zotten
De narren, zotten, dwazen en domoren waren de gelukkigste soort mensen. Zij hadden het kwaad niet eens in de gaten of stapten er gemakkelijk overheen. Ze hadden geen last van een geweten en voelden geen schaamte, schande, angst, ambitie, jaloezie of liefde. Ze hadden geen schrik voor dreigend kwaad, spoken, geesten en de dood. De zotten kwamen dicht in de buurt van de redeloze dieren. Ze waren zorgeloos en vrolijk. Mensen kwamen hen te hulp en niemand wilde hen kwaad doen. De goden hadden enkel aan de dwazen het voorrecht gegeven om de waarheid te spreken zonder dat mensen zich beledigd voelden. Zij mochten alles ongestraft zeggen en doen. Ook en juist tegenover machthebbers, zoals vorsten. Van hen werd geaccepteerd wat van de wijze raadsheer aan het hof niet werd gepikt en dat de laatste meermaals het leven kostte.

## Grootste zotten
De Zotheid nam het leven van de mensen onder de loep. Zij wilde niet te lang uitweiden over het plebs dat haar toch geheel toegewijd was. Kooplieden hadden bijvoorbeeld een reputatie van liegen, stelen en bedriegen. De Zotheid had het liever over de belangrijke lieden die schenen wijs te zijn en vooral zichzelf wijs vonden. Deze mensen liepen rond als apen in purper en ezels in een leeuwenhuid, schaamden zich voor de Zotheid en wierpen het overal anderen als grote schande voor de voeten, maar het waren zelf de grootste zotten. De Zotheid begon zijn opsomming met grammatici (leraars), dichters, redenaars, rechtsgeleerden, dialectici, sofisten en filosofen. Kerkelijke en wereldlijke gezagsdragers werden uitgebreider behandeld. 

### Theologen
De theologen hielden zich bezig met allerlei subtiliteiten, spitsvondigheden en andere onzinnigheden. De ingewikkelde vraagstukken in verband met de  transsubstantiatie van het Lichaam en Bloed van Jezus Christus waren daar een mooi voorbeeld van. De theologen schilderden de hel nauwkeurig af en fabriceerden nieuwe hemelse sferen. Ze legden verborgen geheimen naar eigen goeddunken uit en zagen dingen die er niet waren. Zelfs onder de theologen waren er mensen die er misselijk van werden. De theologen bepaalden wie christen was en wie niet. Ze rekenden kleine fouten zwaar aan, veroordeelden mensen voortdurend en maakten je meteen uit voor ketter, maar hadden nog nooit van iemand een christen gemaakt.

### Geestelijken
Een groot deel van de geestelijken stond heel ver van de godsdienst af. Alles moest verlopen volgens de regels; een verkeerd omgorde pij kon aanleiding geven voor een reuze heisa. Sommigen waren smerig en brutaal; anderen waren niet vies van zachte en dure pijen, veel eten, wijn, geld en vrouwen. Hun preken waren belachelijk. Ze verwezen naar andere godsdiensten, kwamen maar aan een klein stukje evangelie toe en begrepen de Bijbel niet. De Zotheid noemde ze schijnheiligen die leken op marktkooplui. 

### Vorsten en hovelingen
De vorsten dachten niet aan het algemeen belang, kenden de wetten niet en bekommerden zich niet om het welzijn van de staat. Ze gaven niet om geleerdheid, vrijheid en waarheid. Een vorst mat alles af aan zijn eigen begeerte en voordeel. Hij deed zich te goed aan zijn lusten, verkocht staatsfuncties en hevelde de rijkdom van zijn onderdanen over naar zijn schatkist onder de schijn van rechtmatigheid. De hovelingen waren slaafs en kruiperig, maar wilden wel in alles haantje de voorste zijn. Ze waren uit op goud en edelstenen, hielden zich onledig met drank en vermaak en lieten de deugden aan anderen over.

### Pausen, kardinalen, bisschoppen en priesters
De pausen legden zich toe op het kerkelijk instituut, de kerkelijke staat en het beheer, de plichten en de eerbewijzen die dat met zich meebracht. Ze verzamelden rijkdommen en genoten van het aangename leven. Ze vestigden hun gezag met interdicten en excommunicaties. De pausen hielden zich alleen nog bezig met oorlog voeren. In naam van Christus regelden ze alles met het zwaard en bedachten dan een rechtvaardiging. De goddeloze pausen lieten Christus stilletjes verdwijnen. De kardinalen leefden rijk en verfijnd, de bisschoppen mestten zichzelf vet. Pausen, kardinalen en bisschoppen probeerden de vorstelijke levensstijl te evenaren. Priesters wilden voordeeltjes binnenhalen. Wie droeg er nog apostolische lasten? Iedereen schoof ze af op een ander. De zorg voor de schapen lieten ze over aan Christus, Petrus en Paulus.

## Standpunten van Erasmus
Erasmus stond met één been in de Zotheid en met het andere been in de Wijsheid. Als vroom en geleerd man had hij begrip voor de twee invalshoeken. De combinatie werd omschreven als vrome geleerdheid of geleerde vroomheid. De 'persoon' Zotheid (of: Moria, godin van de Zotheid) wordt in het rijtje van de Griekse goden gepositioneerd. Soms overlopend van sarcasme, andere keren met merkbaar begrip voor het Zotte, banale leven van mensen en de maatschappij an sich.
Hij definieerde de Zotheid als prettige gestoordheid. Daardoor was ze niet (altijd) verantwoordelijk voor de ergste uitwassen van de waanzin. Als de Zotheid door haar aard verplicht was om bepaalde zaken te verdedigen die afweken van de standpunten van Erasmus, merkt de lezer aan het taalgebruik dat het eerder om kritiek ging zoals in het geval van oorlog en bijgeloof.
Toch sijpelt door die met scherpe pen beschreven Zotheid, de maatschappijkritiek steeds meer door. En die kritiek was niet mals. Erasmus spaart niemand dan enkel de christen die de Boodschap van de Bijbel wél heeft begrepen.

### Oorlog
De Zotheid verklaarde eerst dat oorlog de bron van alle prijzenswaardige daden was, maar later dacht ze dat oorlog gezonden was door de Furiën. Twee partijen gingen om ik-weet-niet-wat-voor-reden een strijd aan die voor beiden meer kwaad dan goed deed. Oorlog was zo vreselijk dat het eerder iets voor wilde beesten dan voor mensen was. Het werd gevoerd door uitschot en de ergste rovers. Oorlog veroorzaakte een algemene corruptie van de zeden. Botte troepen soldaten voerden al zo lang onbeslist oorlog tegen de Turken en de Saracenen. Oorlog was goddeloos en had geen enkel verband met Christus. 

### Bijgeloof
Erasmus laakte het geloof in wonderlijke verhalen, geesten, spoken, magische verzen en kaarsen. Sint-Joris, Sint-Christoffel en Sint-Barbara werden vromer vereerd dan Petrus, Paulus of zelfs Christus. Iedere streek had haar heilige, iedere heilige haar taak. Het volk vereerde de heiligen om iets te bekomen, maar ze aanbaden meer de beelden dan de heiligen. Ook de verering van de Moedermaagd was overdreven. Priesters aanvaardden het, omdat ze er voordeel uit haalden. Mensen ondernamen bedevaarten naar Jeruzalem, Rome en Santiago de Compostella waar ze niets te zoeken hadden. Aflaten vonden geen genade in de ogen van Erasmus. Men moest niet denken dat de hele zondenpoel van zijn leven in één klap schoongemaakt werd door één miezerig muntje weg te geven. “Wat moet ik zeggen over degenen die heel graag in het verzinsel geloven dat er aflaten bestaan voor hun misdaden?”

### Vrome christenen
Erasmus verdedigde het vrome christelijke leven. De wereldse zaken werden verwaarloosd en het lichaam gezuiverd van alle begeerten. Christenen waren sober en bescheiden. Zij hadden een zwaar leven van werk en studie. Ze leden veel, verachten het leven en verlangden naar de dood. Er was maar één gebod: bemin uw god gelijk uw naaste. Een christen stelde God op de eerste plaats en was de hoogste liefde verschuldigd aan zijn naaste. Hij hield zich bezig met bidden, mediteren, biechten, vasten, prediken en sloeg geen acht op uiterlijkheden. Ceremonies en sacramenten moesten niet versmaad worden, maar waren nutteloos als het geestelijke element er niet bijkwam. Christenen hadden maar het voorbeeld te volgen van Jezus Christus, de apostelen, de Moedermaagd en de heiligen. De vromen waren een minderheid die in onmin leefde met het gewone volk. De vromen waren sterk in hogere vermogens en zwak in zintuiglijke vermogens; het volk was net het tegenovergestelde. Er bestonden affecties die het midden hielden zoals liefde voor kinderen, ouders, vrienden en het vaderland. Dat vond het gewone volk belangrijk, maar de vromen wilden ook die gevoelens bannen. 

### Zotte christenen
De christelijke godsdienst had een zekere verwantschap met de Zotheid. God verachtte de 'wijzen', de éigen-wijzen, die roemden in zichzelf en daarmee de Grote Medicijnmeester niet van node hadden (Lucas 5:31). Jezus viel de Farizeeën, schriftgeleerden en rechtsgeleerden verbaal aan, beschermde het volk die leidsmannen had die eigen eer nastreefden en regels oplegden die niet door God waren opgelegd. Hij omringde zich met kinderen, vrouwen en vissers, was niet bang voor zondaars en zei dat het heilsmysterie geopenbaard werd aan de kleinen. Paulus verkondigde dat God de wereld wilde redden door 'dwaasheid'. De leer die door 'wijzen' als dwaas werd gezien. Kinderen, oude mannen, vrouwen en narren hadden het meest plezier in godsdienstige zaken, beschrijft Erasmus en hij ziet daarmee een link tussen de 'dwaasheid' die Paulus beschrijft. De levenswijze van vrome christenen was zot; ze waren anders. De hoogste hemelse beloning was niets anders dan de beloning van deze 'dwaasheid'. Het deel van de zotheid dat niet stierf, stond op tot een nieuw leven. Het kwam voor dat vromen al een beetje het eeuwige geluk konden proeven in een mystieke extase, maar dat waren er maar weinig. Het leek erg op waanzin, ze waren buiten zichzelf en heel gelukkig zolang ze dwaas waren. Het was een klein voorproefje van het toekomstige geluk.

## Invloed
Lof der Zotheid wordt beschouwd als een van de meest invloedrijke werken van de westerse beschaving en ook als een boek dat geholpen heeft de weg vrij te maken voor de Reformatie.

## Vertalingen
De Lof der Zotheid werd in 1560 voor het eerst in het Nederlands gepubliceerd. Deze eerste vertaling was van de hand van Johan Geillyaert en verscheen in Emden. Hierna verschenen talrijke vertalingen: van Jacob Westerbaen (1659), Frans van Hoogstraten (1676), P.G. Witsen Geysbeek (1828), J.B. Kan (1900), A.J. Hiensch (1936 en 1969) en door A. Dirkzwager Czn en A.C. Nielson (1969). De meest recente Nederlandse vertalingen zijn die van Johanna Maria Vermeer-Pardoen (1992), van Petronella Bange (2000) en van Harm-Jan van Dam (2001 en 2010).
- Erasmus, "De lof der zotheid", vertaling van Johannes Benedictus Kan (1900)
- Desiderius Erasmus, "De lof der zotheid", vertaling van A.J. Hiensch, ISBN 9027403694
- Desiderius Erasmus: “Lof der Zotheid”, vertaling van Petronella Bange, ISBN 9061685753
- Desiderius Erasmus, "Lof der Zotheid of De Dwaasheid gekroond. Een pronkrede", vertaling van Harm-Jan van Dam, ISBN 9789025300432